# Rizhao
Rizhao (xinès: 日照), romanitzat com Jihchao, és una ciutat a nivell de prefectura al sud-est de la província de Shandong, a la República Popular de la Xina. Està situada a la costa de la mar Groga i compta amb un important port marítim, el Port de Rizhao. Limita amb Qingdao al nord-est, Weifang al nord, Linyi a l'oest i al sud-oest, i mira a Corea i Japó a través de la mar Groga a l'est.
La població de la ciutat és de 2.968.365 persones segons el cens del 2020, de les quals 1.172.205 viuen a l'àrea urbana del districte de Donggang.

## Història
Rizhao es troba on van florir l'antigues cultures de Dawenkou i de Longshan. Rizhao va pertànyer al poble Dongyi durant les dinasties Xia i Shang (2070-1046 aC), i als Estats Ju i Yue durant el període de Primaveres i Tardors (770-476 aC) i el període dels Regnes Combatents (476-221 aC). Va passar a formar part de la Comandància de Langye a la dinastia Qin (221-206 aC). Rizhao va ser nomenada comtat de Haiqu (海曲縣) durant la dinastia Han occidental (206 aC-25 dC) i comtat de Xihai sota la dinastia Han oriental (25-220 dC).
Durant la dinastia Tang, juntament amb el comtat de Ju, Rizhao pertanyia a la prefectura de Mi de la prefectura de Henan. El segon any del període Yuanyou de la dinastia Song, es va establir el municipi de Rizhao, nom que significa "(el primer a rebre) sol". L'any 24 del període Dading de la dinastia Jin, es va establir el comtat de Rizhao. El 1940 va passar sota el control del Partit Comunista Xinès durant la guerra civil xinesa. Després de ser un comtat i des de 1985 una ciutat sota l'administració de Linyi, Rizhao es va convertir en una ciutat a nivell de prefectura dins de la província de Shandong el 1989.